# ان لوشان
اِن لوشان (چینی: 安祿山؛ زادهٔ حدود ۷۰۳ میلادی – درگذشت ۲۹ ژانویهٔ ۷۵۷ میلادی) یک فرمانده در دودمان تانگ بود که بیشتر به دلیل نقشش در شورش ان لوشان شناخته می‌شود.
اِن لوشان در اصل اهل سغد و تاجیک بود، یا دست کم توسط آنها بزرگ شده بود. ان لوشان با دفاع از دودمان تانگ در برابر ختای و دیگر تهدیدها در شمال، توانست از نظر نظامی قدرت یابد پس از آن به چانگ‌آن، پایتخت حکومت فرا خوانده شد و چندین بار توانست از سوی صدراعظم، لی لینفو و پادشاه شوان زونگ اول ترفیع بگیرد و مورد لطف واقع شود. این مطلب باعث شد تا او هر چه بیشتر از نظر نظامی در شمال شرق چین قدرت بگیرد. پس از مرگ لی لینفو، رقابت‌هایی که میان ان لوشان با فرمانده گشو هان و صدراعظم یانگ گوئوژونگ بود باعث ایجاد تنش در حکومت شد.
در ۷۵۵ میلادی ان لوشان پس از ۸ یا ۹ سال آماده‌سازی خود، شورش ان لوشان را آغاز کرد و تلاش کرد که خود را شاه بنامد و دودمان یان را تأسیس کند.
در ۷۵۷، ان لوشان به دلیل بدگمانی بیمارگونه ای که نسبت به اطرافیان خود پیدا کرده بود، روابطش با همه تیره شد و توسط پسر خودش ان چینگشو کشته شد.

## زندگی

### کودکی
مادر ان لوشان از گوک‌ترک‌ها از قبیلهٔ اشید بود و پیشهٔ او جادوگری بود. اسم اصلی ان لوشان احتمالاً الوشان یا گالوشان بوده که در زبان ترکی باستان به معنی «جنگ» است. پدر او در جوانی از دنیا رفت و مادرش با یک جنگاور ترک به نام ان یان-یان (安延偃) ازدواج کرد. از این رو او نام خانوادگی ان را به خود گرفت. در آغاز پادشاهی شوان زونگ اول (۷۱۳ تا ۷۴۱) روابط میان قبیلهٔ گوک‌ترک‌ها به هم ریخت و ان لوشان با ان یان-یان و برادرزاده‌اش ان شیشون به تانگ فرار کرد. بعدها او در یینگ، چاویانگ امروزی ساکن شد.

### جوانی
ان لوشان شش زبان غیر چینی را بلد بود و در دوره ای در ارتش به عنوان مترجم در بخش بازار خدمت کرد. با استعدادی که او نشان داد دولت توانست با تجارت با خارجی‌ها اسب‌های زیادی در ازای فروش ابریشم دریافت کند.

### شورش
در ۷۵۳ پس از مرگ لی لینفو فردی به نام یانگ گوئوژونگ جانشین او شد. یانگ، پی‌درپی ان لوشان را به خیانت متهم می‌کرد و به امپراتور شوان زونگ گفت که ان لوشان در حال پی ریزی یک شورش است او پیش‌بینی کرد که اگر او فراخوانده شود اطاعت نخواهد کرد و این نشانهٔ خیانت او است، امپراتور شوان زونگ این نظریهٔ یانگ را آزمود ولی ان لوشان بی درنگ خود را به شاه رساند و ادعا کرد که یانگ او را به دروغ متهم می‌کند و کاری کرد که از این پس نظرهای یانگ پذیرفته نشود؛ حتی امپراتور پیشنهاد صدراعظمی به ان لوشان داد.
ان لوشان از ۱۶ دسامبر ۷۵۵ شورش کرد و تا ۱۷ فوریهٔ ۷۶۳ مناطق زیر پوشش خود را گسترش داد و باعث مرگ ۱۳ تا ۳۶ میلیون انسان شد. درنتیجه یکی از مرگ آورترین شورش‌های تاریخ را انجام داد.